# Hejmdal (Schiff)
Der 1895 in Dienst gestellte dänische Geschützte Kreuzer Hejmdal war der letzte Kreuzer, den die dänische Flotte erhielt. Sie war das dritte Schiff der Hekla-Klasse und hatte wieder nur einen Schornstein. Die Hejmdal diente von 1895 bis 1901 als Stations-, Fischereischutz- und Vermessungsschiff bei den Färöern und vor Island. Von 1903 bis 1914 war die Hejmdal Schulschiff für die Offiziersanwärter. Der Kreuzer führte auch mehrere Reisen im Winter in das Mittelmeer durch.
Während des Ersten Weltkriegs gehörte die Hejmdal zur Flotte zur Sicherung der dänischen Neutralität. Nachher wurde der Kreuzer wieder als Schulschiff eingesetzt.
Im Oktober 1930 wurde die Hejmdal in Dänemark zum Abbruch verkauft.

## Baugeschichte
Die Hejmdal war eine Variante der zuvor ebenfalls bei der dänischen Staatswerft gebauten Hekla. Der Kreuzer III. Klasse war keine Wunschbestellung der dänischen Marine, die eigentlich ein weiteres Panzerschiff nach der Art der Iver Hvitfeldt erwerben wollte, für das das Parlament allerdings keine Mittel bewilligte. Mit den bewilligten Mitteln wurden daher zwei weitere Kreuzer der Hekla-Klasse bestellt. Die vorangegangene Gejser unterschied sich durch ihre zwei Schornsteine von den Schwesterschiffen, da die Hejmdal wieder nur einen Schornstein erhielt. In der Bewaffnung unterschied sie sich nicht von der Vorgängerin: Sie hatte auch zwei 12-cm-L/40-Krupp-Schnellfeuergeschütze mit Schutzschilden auf dem Vor- und Achterdeck sowie vier 8,7-cm-Krupp-Schnellfeuergeschützein den Schwalbennestern an den Enden der Aufbauten. Dazu kamen vier fünfrohrige 37-mm-Hotchkiss-Kanonen und zwei 37-mm-Hotchkiss-Einzelgeschütze. Mit einem Bug- und einem Heckrohr sowie zwei Torpedorohren seitlich an Deck verfügte alle drei Schiffe über eine starke Torpedobewaffnung. Die Panzerung der Gejser bestand aus einem Panzerdeck von bis zu 48 mm normalem Stahl. Die von Burmeister & Wain zugelieferte 3.000-PS-Maschine erzeugte, wie auf dem vorangegangenen Kreuzer, den notwendigen Dampf mit acht kleinen Thornycroft-Wasserrohrkesseln die eigentlich für Torpedoboote konstruiert worden waren.

## Einsatzgeschichte
Die Hejmdal kam am 16. April 1895 erstmals in Dienst und ging, nach den Probefahrten. als Stations-, Fischereischutz- und Vermessungsschiff zu den Färöern und nach Island. Am 30. September wurde sie für den Winter wieder außer Dienst gestellt. Diese Aufgaben wiederholten sich in den Jahren 1896 bis 1901, in den sie meist ab Mitte März bis Oktober–November diese Aufgaben war nahm. Von Oktober 1896 bis zum 22. Februar 1897 machte sie dazu noch eine Winter-Kreuzfahrt in das Mittelmeer und besuchte unter anderem Toulon.

### Kadettenschulschiff
Vom 16. Mai bis zum 30. Juni 1903 war die Hejmdal zum ersten Mal Schulschiff für die Offiziersanwärter, um dann bis Ende September mit der Manöverflotte zu üben. Am 15. Oktober begann sie eine erneute Winter-Kreuzfahrt in das Mittelmeer und besuchte diesmal Cádiz, Alexandria, Piräus, Pola, Venedig und Málaga, ehe sie am 30. März 1904 wieder nach Dänemark zurückkehrte.
Schon am 20. Mai nahm sie ihre Tätigkeit als Kadettenschulschiff wieder auf. Nach dem 1. Juli aufgelegt, lief sie am 12. Oktober 1904 zu einer erneuten Winter-Kreuzfahrt ins Mittelmeer und nach Madeira, von der sie am 15. Februar 1905 zurückkehrte. 1905 und 1906 begann sie jeweils am 31. Mai ihre Tätigkeit als Kadettenschulschiff um dann Ende Juli zur übenden Flotte bis Ende September zu wechseln. 1906 schloss sich wieder eine Winter-Kreuzfahrt ins Mittelmeer (diesmal auch mit Besuchen in Antwerpen, Gibraltar und Greenhithe mit dem 'Thames Nautical Training College') vom 15. Oktober 1906 bis zum 26. Februar 1907 an.
1907 und 1908 verliefen die Einsätze ähnlich wie in den Vorjahren, und vom 15. Oktober 1908 bis zum 23. Februar 1909 erfolgte die nächste und letzte Mittelmeer-Kreuzfahrt bis nach Konstantinopel. Wichtigstes Ereignis dieser Reise war aber die Hilfe nach dem Erdbeben in Messina. Am 22. Januar 1909 traf sie in Villefrance noch mit Einheiten der amerikanischen Weißen Flotte (Connecticut, Minnesota, Vermont, Kansas) zusammen. Auf der letzten Etappe von Frederikshavn hatte der Kreuzer kurz vor Kopenhagen eine Kollision mit dem britischen Frachter Astrakhan, der den beschädigten Kreuzer nach Kopenhagen einschleppte. Im Juni war der Kreuzer wieder einsatzbereit, bildete Kadetten aus und nahm an den Flottenmanövern teil. Aus dem Skagerrak nahm er mit der neuen Funkstation der Flotte in Holmen Kontakt auf. Ab Oktober wurde das Schiff grundüberholt und die Kesselanlage erneuert.
In den folgenden Jahren 1910, 1911, 1912, 1913 nahm der Kreuzer jeweils im Mai seinen Dienst als Kadettenschiff auf, schloss sich teilweise den Flottenübungen an und stellte im Lauf des Septembers wieder außer Dienst. Im September 1913 wurde er dem Wintergeschwader um das Küstenpanzerschiff Herluf Trolle zugewiesen und hatte dann im Frühjahr 1914 nur eine kurze Pause bis zur Aufnahme der Schulschifftätigkeit.

### Schutz der Neutralität

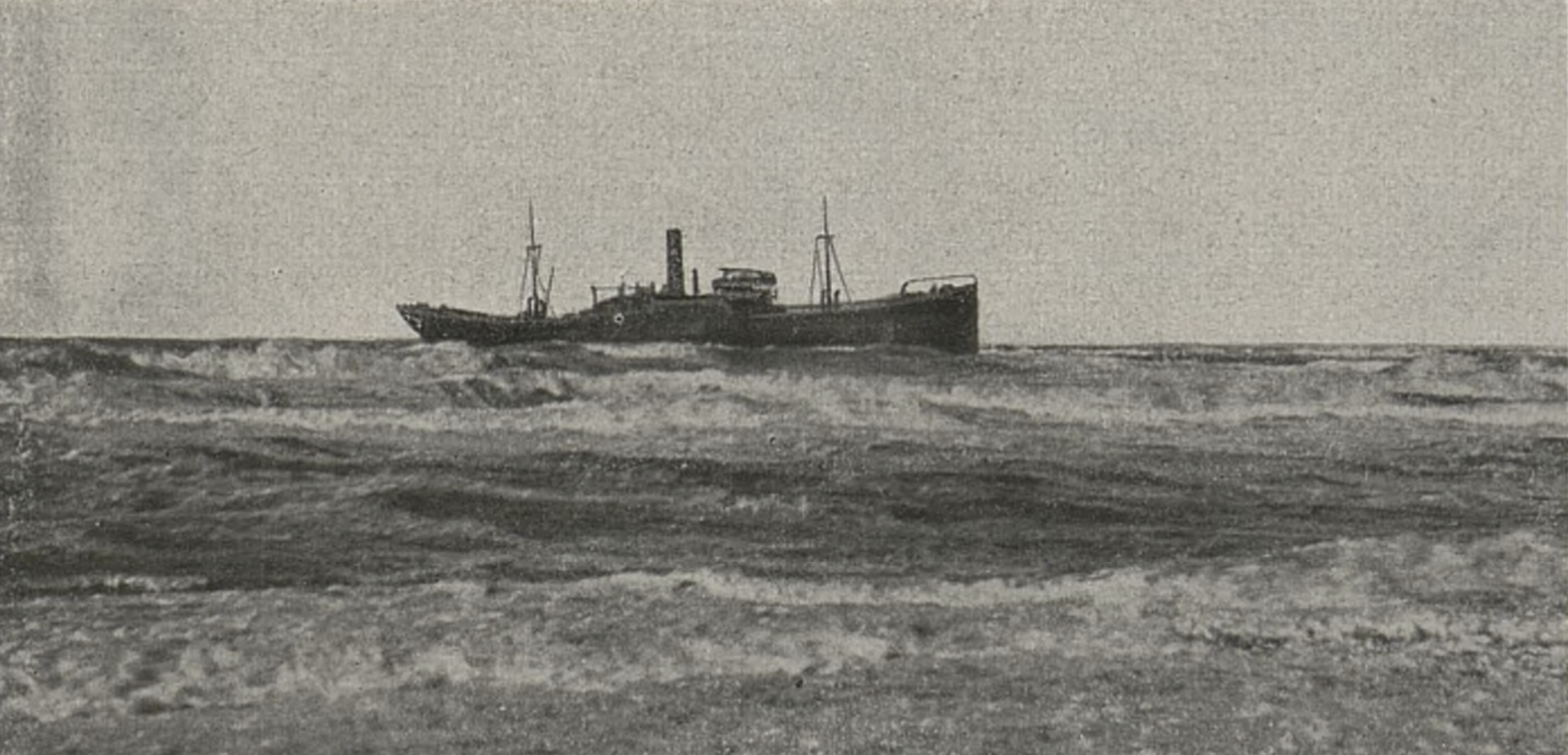
Ship "Igotz Mendi" captured by Germans (1918)

Während des Ersten Weltkriegs gehörte die Hejmdal ab dem 1. August 1914 zur aktivierten Flotte und diente in der Neutralitätssicherung wie die anderen Einheiten, abwechselnd beim 1. Geschwader am Öresund oder dem 2. Geschwader am Großen Belt. Gelegentlich führte sie auch weiterhin Kadettenausbildung durch. Im Februar 1918 geriet die Hejmdal fast in eine Gefechtssituation, als der vom deutschen Hilfskreuzer Wolf aufgebrachte spanische Frachter Igotz Mendi (4648 BRT) mit einer Prisenbesatzung auf der letzten Etappe seiner Fahrt von Bergen nach Kiel nahe Skagen auflief. Er wurde vom Wachschiff Diana (1917, 288 t) entdeckt, das die ursprüngliche Identität des Schiffes feststellte und dass an Bord nicht nur eine deutsche Prisenbesatzung von 20 Mann war, sondern neben der ursprünglichen spanischen Besatzung von 32 Mann auch noch viele britische, japanische, chinesische und amerikanische Gefangene, dazu ein Däne und sogar neun Frauen und zwei Kinder. Die Gefangenen wurden von den Dänen mit Rettungsbooten an Land gebracht. Zur Sicherung gegen deutsche wie britische Eingriffe liefen das Torpedoboot Spæhuggeren (1911 Schichau, 284 t) vom Sund und die Hejmdal vom 2. Geschwader zum Havaristen. Der Kreuzer unterband die Kommunikation eines deutschen U-Bootes mit der Prisenbesatzung anfangs durch Stören des Funkes mit seiner stärkeren Funkanlage, schließlich durch drei Warnschüsse. Bei schlechter werdenden Wetter gaben die Spanier am 26. und die Deutschen am 28. das Schiff auf. Am 10. März konnte die Igotz Mendi von einem Bergungsschlepper abgebracht werden und die Hejmdal geleitete sie mit den Torpedobooten Spæhuggeren und Springeren (1917, 109 t) nach Frederikshavn. Nach notwendigen Reparaturen wurde der Frachter an Spanien zurückgegeben.
Bis zum März 1919 gehörte die Hejmdal zum Sicherungsgeschwader in der Ostsee gegen Deutschland.

### Letzte Dienstjahre
Vom 4. August bis zum 15. Oktober 1919 führte die Hejmdal eine Reise nach England und Frankreich durch, um dänische „Kriegsgefangene“ in die Heimat zu bringen. Dabei handelte es sich um deutsche Soldaten aus Nordschleswig, die jetzt für Dänemark votierten. Ab dem Sommer 1920 wurde der Kreuzer dann jeden Sommer bis 1928 als Kadettenschulschiff eingesetzt.
1925 gehörte die Hejmdal zu einem dänischen Flottenverband, der mit der Niels Juel, dem Kreuzer Gejser, dem Minenleger Lossen, den Unterseebooten Bellona, Flora und Rota sowie die Torpedobooten Hvalrossen, Delfinen und Sværdfisken Helsinki, Tallinn und Riga besuchte. 1926 kollidierte der Kreuzer bei einer Übung mit der U-Boot-Flottille leicht mit dem U-Boot Rota. Da der Kreuzer nach dem Erkennen der Gefahr reagiert hatte, waren die Schäden unbedeutend.
Vom 22. Mai bis zum 30. August 1930 erfolgte der letzte Einsatz des alten Kreuzers als Kadettenschulschiff. Er machte auch noch eine Auslandsreise, als er mit dem Werkstattschiff für U-Boote Henrik Gerner (1928, 463 t, 13,2 kn) und den U-Booten Ran, Triton, Galathea, Daphne und Dryaden den polnischen Flottenstützpunkt Gdingen besuchte.
Am 22. Oktober 1930 wurde die Hejmdal dann zum Abbruch verkauft und in Dänemark verschrottet.